# 128036 Rafaelnadal
128036 Rafaelnadal é um asteroide do cinturão principal que orbitam entre Marte e Júpiter. Ele possui uma magnitude absoluta de 15,9 e tem um diâmetro estimado de 4 km.

## Descoberta e nomeação
128036 Rafaelnadal foi descoberto no dia 28 de maio de 2003 através do Observatório Astronômico de Maiorca. Seu nome provisório foi 2003 KM18 até julho de 2008, a pedido do Observatório Astronômico de Maiorca foi dado o seu nome atual em homenagem ao tenista espanhol Rafael Nadal, um nativo da ilha.

## Características orbitais
A órbita de 128036 Rafaelnadal tem uma excentricidade de 0,2281765 e possui um semieixo maior de 2,4241224 UA. O seu periélio leva o mesmo a uma distância de 1,8709946 UA em relação ao Sol e seu afélio a 2,9772502 UA.